# メイソン郡 (ウェストバージニア州)
メイソン郡（英: Mason County）は、アメリカ合衆国ウェストバージニア州の西部に位置する郡である。2010年国勢調査での人口は27,324人であり、2000年の25,957人から5.3%増加した。郡庁所在地はポイントプレザント市（人口4,350人）であり、同郡で人口最大の都市でもある。メイソン郡はバージニア州時代の1804年に設立され、郡名は、1776年バージニア憲法を作り上げた1人であり、「権利章典の父」と呼ばれたジョージ・メイソン（1725年-1792年）に因んで名付けられた。
メイソン郡はオハイオ州にも跨るポイントプレザント小都市圏に属している。

## 地理
アメリカ合衆国国勢調査局に拠れば、郡域全面積は445平方マイル (1,152 km2)であり、このうち陸地432平方マイル (1,118 km2)、水域は13平方マイル (34 km2)で水域率は2.91%である。

### 主要高規格道路
- アメリカ国道35号線
- ウェストバージニア州道2号線
- ウェストバージニア州道62号線
- ウェストバージニア州道87号線
- ウェストバージニア州道817号線

### 隣接する郡
- メグズ郡 (オハイオ州) - 北
- ジャクソン郡 - 東
- パットナム郡 - 南東
- キャベル郡 - 南西
- ガリア郡 (オハイオ州) - 西

### 国立保護地域
- オハイオ川諸島国立野生生物保護区（部分）

## 人口動態

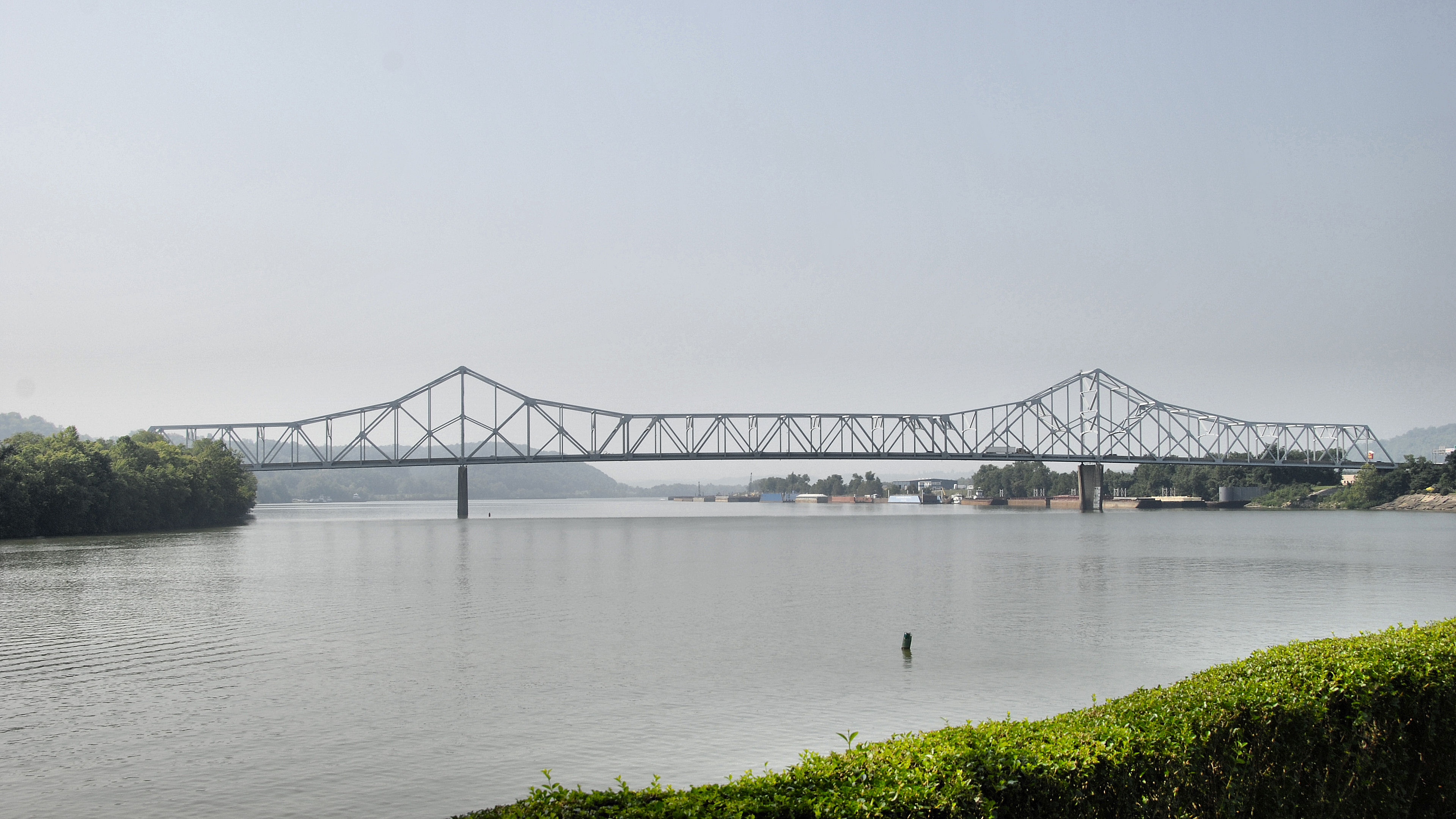
オハイオ川に架かるシルバー記念橋

以下は2000年国勢調査による人口統計データである。
| 基礎データ - 人口: 25,957人 - 世帯数: 10,587 世帯 - 家族数: 7,569 家族 - 人口密度: 23人/km2（60人/mi2） - 住居数: 12,056軒 - 住居密度: 11軒/km2（28軒/mi2） 人種別人口構成 - 白人: 98.37% - アフリカン・アメリカン: 0.50% - ネイティブ・アメリカン: 0.18% - アジア人: 0.27% - 太平洋諸島系: 0.01% - その他の人種: 0.11% - 混血: 0.56% - ヒスパニック・ラテン系: 0.47% 年齢別人口構成 - 18歳未満: 22.7% - 18-24歳: 8.3% - 25-44歳: 27.7% - 45-64歳: 26.1% - 65歳以上: 15.2% - 年齢の中央値: 40歳 - 性比（女性100人あたり男性の人口） - 総人口: 96.2 - 18歳以上: 92.1 | 世帯と家族（対世帯数） - 18歳未満の子供がいる: 30.6% - 結婚・同居している夫婦: 57.6% - 未婚・離婚・死別女性が世帯主: 10.1% - 非家族世帯: 28.5% - 単身世帯: 25.5% - 65歳以上の老人1人暮らし: 11.5% - 平均構成人数 - 世帯: 2.42人 - 家族: 2.89人 収入と家計 - 収入の中央値 - 世帯: 27,134米ドル - 家族: 32,953米ドル - 性別 - 男性: 32,382米ドル - 女性: 17,074米ドル - 人口1人あたり収入: 14,804米ドル - 貧困線以下 - 対人口: 19.9% - 対家族数: 16.6% - 18歳未満: 27.3% - 65歳以上: 14.5% |

## 都市と町

### 法人化市と町
- ポイントプレザント市 - 郡庁所在地
- ハートフォードシティ町
- ヘンダーソン町
- レオン町
- メイソン町
- ニューヘイブン町

### 未編入の町
| - アンブロシア - アップルグローブ - アーバックル - アーリー - アシュトン - ベイデン - ビーチヒル - ケイプハート | - クリフトン - クーチ - エルムウッド - ガリポリスフェリー - グレンウッド - グリア - グリムズランディング | - ホッグセット - リタート - マーサーズボトム - ナット - レイバーン - ササフラス - ウェストコロンビア - ワイオマ |

## 教育
郡内にはジュニア/シニア高校が3校、小学校7校、プライマリースクール1校がある。
- ポイントプレザント・プライマリースクール
- アシュトン小学校
- ビール小学校
- レオン小学校
- メイソン小学校
- ポイントプレザント・インタミーディエイトスクール
- ルーズベルト小学校
- ハナン・ジュニア/シニア高校
- ポイントプレザント・ジュニア/シニア高校
- ワハマ・ジュニア/シニア高校
- ニューヘイブン小学校

## メイソン郡祭
メイソン郡祭は、ポイントプレザントにあるメイソン郡催事広場で開催される、観衆の数でウェストバージニア州最大級の祭りである。毎年8月第1週に開催されている。